# GSC 03089-00929
GSC 03089-00929 ist ein 1300 Lichtjahre von der Erde entfernter Gelber Zwerg mit einer Rektaszension von 17h 52m 07s und
einer Deklination von +37° 32' 46". Er besitzt eine scheinbare Helligkeit von 12,4 mag. Im Jahre 2007 entdeckte Francis O’Donovan einen extrasolaren Planeten, der diesen Stern umkreist. Dieser trägt den Namen TrES-3.